# Климатологическая опорная норма
Климатическая опорная норма или климатологическая опорная норма — климатическая норма, т.е. применяемая в климатологии средняя величина метеорологических элементов, в том числе температуры воздуха, осадков, атмосферного давления, скорости ветра, влажности воздуха и прочих измеряемых параметров атмосферы, вычисленная для однородного и сравнительно длительного периода времени, охватывающего три последовательных десятилетних периода с 1961 по 1990 год, для определенной точки местности, условия метеонаблюдений в которой в период осреднения существенно не менялись. 

## Назначение и применение
Опорная климатическая норма охватывает период метеонаблюдений с 1961 по 1990 год (базовый период, с которым сравнивают текущие климатические изменения), и утверждена Всемирной метеорологической организацией (ВМО) и используется в качестве контрольной точки для оценки изменения климата.